# Pilar Boliver
María Angélica del Pilar Boliver Jiménez más conocida como Pilar Boliver es una actriz de teatro y televisión, y presentadora de televisión mexicana.

## Carrera
Pilar Boliver estudió la carrera de Literatura Dramática y Teatro en la UNAM. Ha actuado en más de cincuenta obras de teatro profesional, incursionando desde el Teatro Clásico hasta las nuevas Vanguardias Contemporáneas, también en programas de televisión, radio y performance. Ha trabajado con grandes directores de escena como: Julio Castillo, Sabina Berman, Germán Castillo, Antonio Serrano, Francisco Franco, Alberto Lomnitz, Aby Epstein (Nueva York), Lía Jelín y Alicia Zanca (Argentina) entre otros. Durante catorce años consecutivos ha participado en diferentes montajes de Ocesa Teatro. Ha hecho mancuerna con excelentes actores y directores de comedia como: Jesusa Rodríguez, Andrés Bustamante (El Guiri-Guiri),  Darío T Pie y Carlos Pascual. 
Recibió por parte de OCESA Teatro un Homenaje por sus 25 años de trayectoria como Actriz de Teatro en el año 2010 con el montaje de la obra La Rubia, La Trigueña y La Pelirroja Vengadora de Robert Hewett. Obra con la que obtuvo el Premio María Douglas que otorga La APT como Mejor Actriz en Monólogo 2010.
En 2008 obtuvo El Reconocimiento Anita Blanch que otorga La AMCT como Mejor Actriz de Comedia por Los monólogos de la vagina de Eve Ensler. En ese año se incorporó al programa de televisión cómico mexicano Desde Gayola.
Fue Nominada como Mejor Actriz de Reparto en 1996 por su actuación en Calígula Probablemente Autor y Director Francisco Franco. 
Desde 2010 hasta 2020 participó junto a Horacio Villalobos en la conducción del Programa de Crítica y Opinión Farándula 40 que se trasmitía por el Proyecto 40.
Actualmente igualmente con Horacio Villalobos participa en el programa de podcast Farándula 021, basado en la dinámica del anterior programa, Farándula 40.

## Filmografía

### Cine
- Tierra 1 (cortometraje) (1993)
- El amor de tu vida S.A (1996)

### Televisión

#### Actriz
- Mago de Oz Cuento de Frank Baum (1985)
- Mucho gusto (1998)
- Marea brava (1999)
- El Ponchishow (2002)
- Desde Gayola (2008-2012)
- Hasta en las mejores Familias ... (Extraterretre)

#### Conductora
- Farándula 40 (2010-2020)
- Extra40 (2023-presente)
- Hasta en las mejores Familias

#### Podcast
- Farándula 021 (2021-presente)

## Teatro
- La lección
- Retrato de un claroscuro
- Amor tal...
- De la calle
- Prestame tu micrófono
- La insurgenteada
- El ejido en Navidada
- Adiós Gorvachof
- La Doña y La Vero
- Pokar de Gases
- Los 500 coños
- Fue niña
- El aire de clara
- Cretina
- Cretina se debate con Cuate
- Cretina pre-electoral
- Parque Jelasico
- En el pesebre con Madonna
- Y Vero América se viene
- Crimen de Marguerite Yourcenar
- La reina de los juguetes
- Los mirones son de palo
- ¡Que viva Cristo Rey!
- Loa de los doce vanidosos
- Caligula probablemente
- Versos de Sor Juana Inés de la Cruz
- Carlos o la decadencia de Alfonso Morales
- Krisis
- La hora del karma
- ¡No más sexo!
- Buenos para nada
- Los signos del zodiaco
- Confesiones de mujeres de treinta
- La culpa busca la pena, y el agravio la venganza
- La muerte accidental de un anarquista
- Los monólogos de la vagina
- Palabras de Xavier Villaurrutia
- Que paso en el apagón
- La Martha del Zorro
- Estaba yo en casa y esperaba que lloviera
- Don Quijote
- La bañista de la tina púrpura
- El purgatorio de esperpento
- Chicas católicas
- El Retablo Rojo
- La rubia, la trigueña y la pelirroja vengadora
- Las tandas del Centenario
- La insurgenta
- H&K
- El eterno femenino
- El funcionario bueno
- Cuando los ángeles lloran
- Un corazón normal
- Emma "La mujer más peligrosa"
- Coco, Mademoiselle Gabrielle
- Bajo la mirada de las moscas
- Kahlo, viva la vida
- Un acto de Dios
- Los chicos de la banda

## Premios

### Premios de la Agrupación de Periodistas Teatrales (APT)
| Año  | Categoría               | Obra                   | Resultado |
| ---- | ----------------------- | ---------------------- | --------- |
| 1995 | Mejor actriz de reparto | Calígula probablemente | Nominada  |

### Premios AMCT
| Año  | Categoría               | Obra                       | Resultado |
| ---- | ----------------------- | -------------------------- | --------- |
| 2008 | Mejor actriz de comedia | Los monólogos de la vagina | Ganadora  |

### Premios de la Agrupación de Periodistas Teatrales (APT)
| Año  | Categoría                | Obra                                           | Resultado |
| ---- | ------------------------ | ---------------------------------------------- | --------- |
| 2010 | Mejor actriz de monólogo | La rubia, la trigueña y la pelirroja vengadora | Ganadora  |